# Dansili
Dansili (1996-2021) est un cheval de course pur-sang anglais participant aux courses de plat. Propriété de son éleveur Khalid Abdullah, entraîné à Chantilly par André Fabre, il fut un miler de qualité mais surtout un excellent étalon.

## Carrière de courses
Dansili débute victorieusement à deux ans dans un maiden à Longchamp mais ne recourt pas avant le mois de mai de ses trois ans, lorsqu'il remporte une nouvelle course à conditions à Chantilly. Une brillante victoire qui lui ouvre les portes de la Poule d'Essai des Poulains, malgré son manque d'expérience. Il y confirme sa classe en terminant deuxième d'un champion en devenir, Sendawar. Favori du Prix Jean Prat, il déçoit cependant en ne pouvant faire mieux que quatrième. À l'été, il s'adjuge aisément sa première course de groupe dans le Prix Messidor à Deauville en prélude à une troisième place dans le Prix Jacques le Marois remporté par le crack Dubaï Millenium. Très régulier, il termine également troisième dans le Prix du Moulin de Longchamp de Sendawar, sa dernière course de la saison.
En 2000, Dansili effectue une rentrée victorieuse dans le Prix Edmond Blanc (Gr.3), puis enchaîne avec une victoire dans le Prix du Muguet. Dirigé ensuite vers les Queen Ann Stakes à Ascot, à l'époque labellisé groupe 2, il s'y classe deuxième avant d'échouer une nouvelle fois de peu dans les Sussex Stakes à Goodwood, battu par le champion de Coolmore Giant's Causeway. De retour en France, il réalise une contre-performance dans le Prix du Moulin de Longchamp mais se rattrape sur les 1 400 mètres du Prix de la Forêt, dont il prend la deuxième place. Avant de s'envoler vers les États-Unis pour le Breeder's Cup Mile, où il achève sa carrière sur une bonne troisième place, échouant d'un souffle derrière les Américains War Chant et North East Bound. 

### Résumé de carrière
| Date        | Hippodrome      | Pays        | Course                      | Statut      | Distance    | Jockey       | Place       | Écart       | Vainqueur ou deuxième |
| 1998, 2 ans | 1998, 2 ans     | 1998, 2 ans | 1998, 2 ans                 | 1998, 2 ans | 1998, 2 ans | 1998, 2 ans  | 1998, 2 ans | 1998, 2 ans | 1998, 2 ans           |
| ----------- | --------------- | ----------- | --------------------------- | ----------- | ----------- | ------------ | ----------- | ----------- | --------------------- |
| 11 octobre  | Longchamp       | France      | Prix de Blaison             | Maiden      | 1 600 m     | O. Peslier   | 1er / 7     | 1/2         | Bedawin               |
| 1999, 3 ans |                 |             |                             |             |             |              |             |             |                       |
| 3 mai       | Chantilly       | France      | Prix du Labyrinthe          | Course B    | 1 600 m     | O. Peslier   | 1er / 5     | 4           | Tijiyr                |
| 16 mai      | Longchamp       | France      | Poule d'Essai des Poulains  | Gr. 1       | 1 600 m     | Th. Jarnet   | 2e / 15     | 2 ½         | Sendawar              |
| 6 juin      | Chantilly       | France      | Prix Jean Prat              | Gr. 1       | 1 800 m     | Th. Jarnet   | 4e / 6      | 3           | Golden Snake          |
| 10 juillet  | Deauville       | France      | Prix Messidor               | Gr. 3       | 1 600 m     | O. Peslier   | 1er / 8     | 4           | Kabool                |
| 15 août     | Deauville       | France      | Prix Jacques Le Marois      | Gr. 1       | 1 600 m     | O. Peslier   | 3e / 5      | 3 ½         | Dubaï Millennium      |
| 5 septembre | Longchamp       | France      | Prix du Moulin de Longchamp | Gr. 1       | 1 600 m     | O. Peslier   | 3e / 9      | 1 ¾         | Sendawar              |
| 2000, 4 ans |                 |             |                             |             |             |              |             |             |                       |
| 5 avril     | Saint-Cloud     | France      | Prix Edmond Blanc           | Gr. 3       | 1 600 m     | O. Peslier   | 1er / 6     | 2           | Iridanos              |
| 1er mai     | Saint-Cloud     | France      | Prix du Muguet              | Gr. 2       | 1 600 m     | O. Peslier   | 1er / 5     | 2           | Kingsalsa             |
| 20 juin     | Ascot           | Royaume-Uni | Queen Ann Stakes            | Gr. 2       | 1 600 m     | O. Peslier   | 2e / 11     | 1/2         | Kalanisi              |
| 2 août      | Goodwood        | Royaume-Uni | Sussex Stakes               | Gr. 1       | 1 600 m     | O. Peslier   | 2e / 10     | 3/4         | Giant's Causeway      |
| 3 septembre | Longchamp       | France      | Prix du Moulin de Longchamp | Gr. 1       | 1 600 m     | C. Soumillon | 6e / 8      | 5           | Indian Lodge          |
| 15 octobre  | Longchamp       | France      | Prix de la Forêt            | Gr. 1       | 1 400 m     | O. Peslier   | 2e / 11     | 2 ½         | Indian Lodge          |
| 4 novembre  | Churchill Downs | États-Unis  | Breeder's Cup Mile          | Gr. 1       | 1 600 m     | J. Velazquez | 3e / 14     | encolure    | War Chant             |

## Au haras
Installé comme étalon à Juddmonte Farms et proposé au tarif modeste de £ 8 000, Dansili ne tarde pas à se révéler dans sa deuxième carrière et voir son tarif plus que décupler en quelques années, culminant à £ 100 000 en 2015. Il est l'auteur de vingt-deux lauréats de groupe 1 et obtient deux titres de tête de liste des étalons en France en 2006, l'année où son fils Rail Link remporte le Prix de l'Arc de Triomphe, puis en 2014. Il excelle également comme père de mères, ses filles ayant donné une quinzaine de vainqueurs de groupe 1, parmi lesquels la lauréate du Prix de l'Arc de Triomphe Bluestocking.
Dansili prend sa retraite en 2018 et meurt en 2021.

### Ses meilleurs produits
Parmi ses meilleurs produits, citons (avec entre parenthèse le nom du père de mère) :
- Rail Link (Theatrical) : Prix de l'Arc de Triomphe, Prix Niel, Grand Prix de Paris
- Harbinger (Bering) : King George VI and Queen Elizabeth Diamond Stakes, détenteur d'un rating Timeform exceptionnel de 140.
- Flintshire (Sadler's Wells) : Grand Prix de Paris, Hong Kong Vase, Sword Dancer Invitational Handicap, Manhattan Handicap, deux fois deuxième du Prix de l'Arc de Triomphe. Cheval de l'année sur le gazon aux États-Unis (2016)
- The Fugue (Sadler's Wells) : Irish Champion Stakes, Yorkshire Oaks, Nassau Stakes. Pouliche de 3 ans de l'année en Europe (2012)
- Dank (Darshaan) :  Beverly D. Stakes, Breeders' Cup Filly & Mare Turf. Jument d'âge de l'année sur le gazon aux États-Unis (2013)
- Proviso (Woodman) : Franck E. Kilroe Mile, Just a Game Stakes, Diana Stakes, First Lady Stakes
- Miss France (Tirol) : 1000 Guinées
- Queen's Trust (King's Best) : Breeder's Cup Filly & Mare Turf
- Giofra (Orpen) : Falmouth Stakes
- Zoffany (Machiavellian) : Phoenix Stakes

## Origines
Dansili est l'un des meilleurs continuateurs du chef de race Danehill, et surtout le premier produit d'une jument qui allait devenir l'une des plus glorieuses matrones de l'histoire de l'élevage, Hasili, qui réussit l'exploit de donner naissance à cinq lauréats de groupe 1.

### Pedigree
| Origines de Dansili | Origines de Dansili | Origines de Dansili  | Origines de Dansili |
| ------------------- | ------------------- | -------------------- | ------------------- |
| Père Danehill 1986  | Danzig 1977         | Northern Dancer 1961 | Nearctic            |
| Père Danehill 1986  | Danzig 1977         | Northern Dancer 1961 | Natalma             |
| Père Danehill 1986  | Danzig 1977         | Pas de Nom 1968      | Admiral's Voyage    |
| Père Danehill 1986  | Danzig 1977         | Pas de Nom 1968      | Petitioner          |
| Père Danehill 1986  | Razyana 1981        | His Majesty 1968     | Ribot               |
| Père Danehill 1986  | Razyana 1981        | His Majesty 1968     | Flower Bowl         |
| Père Danehill 1986  | Razyana 1981        | Spring Adieu 1974    | Buckpasser          |
| Père Danehill 1986  | Razyana 1981        | Spring Adieu 1974    | Natalma             |
| Mère Hasili 1991    | Kahyasi 1985        | Ile de Bourbon 1975  | Nijinsky            |
| Mère Hasili 1991    | Kahyasi 1985        | Ile de Bourbon 1975  | Roseliere           |
| Mère Hasili 1991    | Kahyasi 1985        | Kadissya 1979        | Blushing Groom      |
| Mère Hasili 1991    | Kahyasi 1985        | Kadissya 1979        | Kalkeen             |
| Mère Hasili 1991    | Kerali 1984         | High Line 1966       | High Hat            |
| Mère Hasili 1991    | Kerali 1984         | High Line 1966       | Time Call           |
| Mère Hasili 1991    | Kerali 1984         | Sookera 1975         | Roberto             |
| Mère Hasili 1991    | Kerali 1984         | Sookera 1975         | Irule (famille 11)  |